# جدول ميداليات دورة الألعاب الآسيوية 1954
كانَت دورة الألعاب الآسيوية 1954 حدثًا مُتَعَدِّد الرياضات أُقيمَ في مَدينَة مانيلا الفلبينية من 1 مايو إلى 9 مايو 1954. كانت هذه هي النسخة الثانية من الألعاب الآسيوية، شارك فيها ما مجموعهُ 970 رياضيًا يمثلون 18 لجنة أولمبية وطنية آسيوية في ثماني رياضاتٍ مُقسمة إلى 76 حدثًا.

## جدول الميداليات
يتوافق التَّرتيب في هذا الجدول مع اتفاقية اللجنة الأولمبية الدولية في جداول الميداليات المنشورة. افتراضيًا، يُرتَّبُ الجدول حسب عدد الميداليات الذهبيَّة التي فاز بها الرياضيُّون من دولة (في هذا السياق، الدولة هي كيان تمثلهُ اللجنة الأولمبية الوطنية). تُأخذُ عدد الميداليات الفضيَّة بعين الاعتبار، ثم عدد الميداليات البرونزية. إذا كانت الدول لا تزال مُقيَّدة، تعطى مرتبة مُتساوية؛ تُسردُ أبجديًا بواسطة رمز بلد اللجنة الأولمبية الدولية.
  *   البلد المضيف ( الفلبين)
| المرتبة | فريق                 | ذهبية | فضية | برونزية | المجموع |
| ------- | -------------------- | ----- | ---- | ------- | ------- |
| 1       | اليابان (JPN)        | 38    | 36   | 24      | 98      |
| 2       | الفلبين (PHI)*       | 14    | 14   | 17      | 45      |
| 3       | كوريا الجنوبية (KOR) | 8     | 6    | 5       | 19      |
| 4       | باكستان (PAK)        | 5     | 6    | 2       | 13      |
| 5       | الهند (IND)          | 5     | 4    | 8       | 17      |
| 6       | تايوان (ROC)         | 2     | 4    | 7       | 13      |
| 7       | إسرائيل (ISR)        | 2     | 1    | 1       | 4       |
| 8       | مينمار (BIR)         | 2     | 0    | 2       | 4       |
| 9       | سنغافورة (SIN)       | 1     | 4    | 4       | 9       |
| 10      | سريلانكا (CEY)       | 0     | 1    | 1       | 2       |
| 11      | أفغانستان (AFG)      | 0     | 1    | 0       | 1       |
| 12      | إندونيسيا (INA)      | 0     | 0    | 3       | 3       |
| 13      | هونغ كونغ (HKG)      | 0     | 0    | 1       | 1       |
| المجموع | المجموع              | 77    | 77   | 75      | 229     |

## المَراجِع
1. ↑  "Asian Games – Manila 1954". ocasia.org. المجلس الأولمبي الآسيوي. مؤرشف من الأصل في 2011-05-22. اطلع عليه بتاريخ 2011-07-07.
2. ↑  "Colourful opening for Games". Straits Times. 1 مايو 1954. مؤرشف من الأصل في 2012-03-02. اطلع عليه بتاريخ 2012-01-09.